# Slaveri i Afghanistan
Slaveri i Afghanistan existerade formellt från dess statsbildning 1747 fram till slaveriets avskaffande år 1923. Från införandet av islam ansågs det enligt muslimsk sed legitimt att ta slavar från icke muslimska områden. Slavarna i Afghanistan tycks ofta ha kommit från Persien eller Centralasien. I slutet av 1800-talet förslavades många hazarer efter ett uppror, vilket var anledningen till att många slavar vid tiden för upphävandet av slaveriet 1923 var hazarer. 

## Historik
Historiskt var Afghanistan länge en del av Persien. Efter att området gradvis började övergå till islam på 600-talet fick slaveriet samma karaktär som i andra muslimska regioner, vilket innebar att det ansågs lagligt att ta icke muslimer som slavar. 

### Slavhandel
Under medeltiden kom en stor del av slavarna från slavräder som företogs av slavhandlare från muslimska områden mot de områden i Persien och Afghanistan som ännu inte hade konverterat till islam, så som till exempel Daylam i nordvästra Iran och bergsregionen Ḡūr i centrala Afghanistan.
Då dessa områden efterhand konverterade till islam blev det, på grund av sedvänjan att ta krigsfångar som slavar, vanligt att företa slavräder även mot muslimska områden, trots förbudet för muslimer att ta andra muslimer som slavar, särskilt över gränsen mot Iran, något som så sent som vid sekelskiftet 1900 ännu var vanligt.  Det förekom också att fattiga föräldrar i södra Iran sålde sina barn till slaveri i Afghanistan.

### Slaveri
De flesta slavarna i Afghanistan hölls i städerna, där manliga slavar (ghulam) bland annat kunde användas av staten till olika administrativa uppgifter, medan kvinnliga slavar användes som hushållsarbetare (kaniz) eller konkubiner (surriyat eller sexslavar) i haremen, vaktade av slaveunucker (ghulam bacha). Majoriteten tycks ha kommit från Persien eller Centralasien, och åtminstone från slutet av 1800-talet bestod många av hazarer. 
Efter hazarernas resning 1888-1893 förslavades också tusentals hazarer.
 Hazarerna var shiamuslimer istället för sunnimuslimer och där det muslimska påbudet om att inte förslava personer av samma religion ansågs legitimera förslavandet av andra muslimer. Barn var dyrare än vuxna: en person under tolv år såldes för 50 rupies medan priset sjönk efter tolv års ålder, flickor såldes för ett högre pris än vuxna män, och de flesta välbärgade familjer hade slavar, oftast som hushållsarbetare. Hazarerna köptes, såldes och hölls fortfarande som slavar i början av 1900-talet.

### Avskaffande
Slaveriet förbjöds av Amanullah Khan, som lät frige kungahusets och den kungliga haremets slavar 1920, och som år 1923 förbjöd slaveriet i landets nya konstitution. Vid den tidpunkten fanns det sjuhundra slavar bara i Kabul som officiellt kallades begar ("tvångsarbetare"): majoriteten av dessa var hazarer, och de utgjorde också majoriteten av Kabuls hazariska befolkning.
I praktiken fortsatte dock slaveriet ännu en tid efter förbudet. Aurora Nilsson uppger i sina memoarer från tiden i Kabul 1926-27, att en tysk kvinna såldes på offentlig auktion i huvudstaden och då köptes fri av den tyska ambassaden för 7,000 mark.